# Anarawd ap Rhodri
Anarawd ap Rhodri (overleden 916) was koning van Gwynedd van 878 tot zijn dood in 916.
Anarawd was een van de zonen van Rhodri Mawr. Zij volgden hem op na zijn dood in 878. Volgens sommige bronnen werd het rijk verdeeld, waarbij Anarawd Gwynedd kreeg, maar het is waarschijnlijker dat de broers gezamenlijk het gebied regeerden, waarbij Anarawd de leider was, mogelijk betekent dit dat hij de oudste was. Andere broers waren Cadell en Merfyn.
Aanvankelijk verbonden de broers zich met Jorvik tegen Wessex, maar later (maar voor 893) sloten ze zich aan bij Alfred van Wessex. Rond dezelfde tijd (892) kwam een nieuw vikingleger vanuit Scandinavië naar Groot-Brittannië. Troepen van Anarawd en zijn broers hielpen Alfred de Vikingen te verslaan in 893, maar konden niet voorkomen dat de Vikingen zich rond Chester vestigden. Noord-Wales werd door de Vikingen aangevallen, maar ze werden kennelijk verslagen, want ze trokken in plaats daarvan op tegen Wessex. Ook de Angelsaksen versloegen de Vikingen, en hielpen Anarawd en zijn broers bij een aanval op Ceredigion.
In 903 kreeg Anarawd opnieuw met de Vikingen te maken, een groep Vikingen van Ierland, geleid door ene Ingimund, vestigde zich op Anglesey. Merfyn sneuvelde in de strijd tegen Ingimund, maar uiteindelijk trok deze door naar Wirral, waar hij gebied ontving van Aethelflaed van Mercia.
In 904 overleed Llywarch ap Hyfaidd, de koning van Dyfed. Hij werd opgevolgd door zijn broer Rhydderch, maar de zonen van Rhodri vielen Dyfed binnen, en in 905 werd Rhydderch geëxecuteerd, en viel Dyfed in hun handen. Anarawd werd koning van Gwynedd en vermoedelijk ook Powys, terwijl Cadell koning werd van het nieuwe zuidelijke koninkrijk Deheubarth, dat het voormalige Dyfed en Seisyllwg omvatte.
Anarawd was niet alleen koning van Gwynedd, maar ook de machtigste heerser in Wales in zijn tijd. Na zijn dood in 916 werd hij opgevolgd door zijn zoon Idwal Foel.